# Книги о Харухи Судзумии
Серия книг формата ранобэ о Харухи Судзумии была написана Нагару Танигавой с иллюстрациями Ноидзи Ито.

## Список томов
| № | Дата публикации | ISBN |
| --- | --- | --- |
| 1 | 6 июня 2003 | ISBN 978-4-0442-9201-0 |
| Пролог, главы 1—7, эпилог | Пролог, главы 1—7, эпилог | Suzumiya Haruhi no yuuutsu (яп. 涼宮ハルヒの憂鬱 Судзумия Харухи но ю:уцу, Меланхолия Харухи Судзумии) На обложке изображена Харухи Судзумия                        |
| Персонаж Кёна рассказывает о том, как начиналась учёба в старшей школе. С первого же дня он обращает внимание на причудливую Харухи Судзумию и неожиданно для одноклассников успешно налаживает с ней контакт. Когда с подачи Кёна у скучающей Харухи возникает идея создать собственный кружок для развлечения, она, не принимая возражений, втягивает в него Кёна и ещё троих человек. Эти трое, как параллельно с развитием кружка выясняется далее, заинтересованы в Харухи, и в частных беседах рассказывают об этом Кёну. Юки Нагато рассказывает, что является органическим интерфейсом разумных существ информационной природы, которому на Земле полагается наблюдать за Харухи в поисках подсказок, ключа к недоступной этим существам самостоятельной эволюции. Микуру Асахина объясняет, что прибыла из будущего, чтобы наблюдать за Харухи, якобы имеющей какое-то отношение к пертурбациям «временны́х планов», которые закрыли будущей цивилизации пути в далёкое прошлое. Ицуки Коидзуми рассказывает о своей принадлежности к тайной организации под названием «Агентство», выдвигает сравнение мира произведения со сном Харухи Судзумии и указывает, что той ничего не стоит менять и создавать этот мир. Своеобразный экстрасенс Ицуки отводит себе роль присматривающего за тем, чтобы мир не впал в немилость практически-богини и не был ей уничтожен или пересоздан. Вслед за этим Кён рассказывает, как был вызван анонимной запиской на встречу после школы, на которой его одноклассница Рёко Асакура, объявив это отчаянной попыткой расшевелить Харухи, пытается его убить. Кёна спасает вмешательство Юки Нагато, поддержкой которой должна была выступать несостоявшаяся убийца. Последняя терпит поражение в красочной сверхъестественной битве на глазах у Кёна. Затем Кён получает совет от встретившейся ему более взрослой Микуру Асахины, которая прибыла из более позднего будущего, чем та Микуру, с которой Кён знаком по СОС-бригаде. Наконец, Ицуки Коидзуми устраивает Кёну экскурсию в «замкнутую реальность», то есть в безжизненную копию фрагмента пространства, возникшую из-за уныния Харухи. В таких «замкнутых реальностях» экстрасенсы вроде Ицуки, по его объяснению, сражаются с сюрреалистичными гигантами с небоскрёб ростом, пытающимися разгромить различные постройки в «замкнутой реальности», а вместе с ними и разрушить реальный мир произведения. В развязке истории Кён ложится спать, но просыпается не дома, а приходит в себя в школе, одетым в обычную школьную форму, рядом с Харухи. Окружение похоже на мир, который Кёну показал Ицуки Коидзуми. Улучив момент, Ицуки и Нагато передают Кёну свои опасения и поясняют, что Харухи и Кён исчезли из того мира, в котором находились. Неизвестно, что ждёт старый мир дальше, но новый мир, по мнению Ицуки, будет предназначен для Харухи и Кёна. Вскоре появляется начинающий крушить здание школы гигант, «знакомый» Кёну по экскурсии экстрасенса Ицуки. В развязке Кён собирается с мыслями и чувствами, и чтобы разубедить Харухи, по всей видимости отказывающуюся от старого мира, делится своим мнением об интересности оного. Добавляя, что его заводят волосы, собранные в хвост (в начале книги с разговоров о причёске начал «таять лёд» между героями), он целует её и оказывается в своей комнате, в которой ранее заснул. На следующий день он встречает «коллег» по СОС-бригаде, сходящихся во мнении, что пока что всё вернулось на круги своя. В классе он находит Харухи, иначе не подающую вида о произошедшем во «сне». Её короткие волосы собраны в небольшой хвостик. | | |
| 2 | 10 сентября 2003 | ISBN 978-4-0442-9202-7 |
| Пролог, главы 1—5, эпилог | Пролог, главы 1—5, эпилог | Suzumiya Haruhi no tameiki (яп. 涼宮ハルヒの溜息 Судзумия Харухи но тамэики, Вздох Харухи Судзумии) На обложке изображена Микуру Асахина                            |
| В последних строках первой книги Кён обещает себе, что расскажет Харухи о пришельцах, путешественниках во времени и экстрасенсах. В прологе данной, второй книги освещается эпизод с этим рассказом. Харухи, слышащая слова Кёна, начисто и резко их отвергает, замечая, что так просто эти интересные ей сущности себя найти не дадут. В основном повествовании происходит переход к событиям, которые произошли через полгода после событий первой книги. Герой Кёна рассказывает о том, что Харухи захотелось мобилизовать «бригаду» на вклад, в виде фильма собственного производства, в приближающийся школьный фестиваль. Тому, чем сопровождался процесс создания фильма под руководством Харухи, и посвящена книга. Харухи не рассказывает сценария, однако распределяет роли, как оказывается, словно в соответствии с известными Кёну настоящими личностями героев. Главная роль «Боевой официантки из будущего» — отводится Микуру Асахине. Юки Нагато назначается «злым пришельцем». Ицуки Коидзуми — «юным экстрасенсом», причём впоследствии к характеристике добавляется ещё и «замаскированный под школьника». Кёну отводятся все технические обязанности, включая работу оператора. Реквизит и оборудование к съёмкам фильма Харухи частично «заимствует» у соответствующего кружка в школе, а частично, согласно выводам Кёна, получает у владельцев пары магазинов, обещая отрекламировать тех в своём фильме. В продолжении рассказа показывается, как на глазах у Кёна неосторожные и не замечаемые самой Харухи её режиссёрские пожелания приводят к возникновению эксцессов, которые по разным причинам также не замечаемы Харухи. В частности, одна из местных популяций голубей сначала начинает состоять из птиц чисто-белого оперения, а позднее вовсе трансформируется во вроде как вымерший вид. Кошка, задействованная в съёмках, обретает дар речи, сакура начинает цвести в совершенно не соответствующее обычному время года, а глаза Микуру, если в них оказываются вставлены цветные контактные линзы, начинают во время постановочных сражений по-настоящему стрелять разными разрушительными лучами. Коидзуми приходит к выводу, что увлечение Харухи её творением начало стирать грань реальности и вымысла. В конечном итоге герои решают прибегнуть к некой уловке, чтобы конечный фильм всё-таки прямо обозначить для Харухи как вымысел и этим исправить произошедшее. По окончании съёмок, времени до фестиваля остаётся мало, и Харухи с Кёном засыпают в процессе работы над очень и очень сырым фильмом. Пока герои спят, кто-то (Харухи ведёт себя так, будто это был Кён, в то время как он сам может только теряться в догадках) обрабатывает отснятый материал в готовый продукт. В эпилоге Кён посещает собственно школьный фестиваль, а также замечает, что участвовавший в съёмках кот остался, на радость его сестре, домашним питомцем в их семье, но дар речи, по всей видимости, потерял. | | |
| 3 | 27 декабря 2003 | ISBN 978-4-0442-9203-4 |
| - Пролог - Suzumiya Haruhi no taikutsu - Sasa no ha rapusodi (яп. 笹の葉ラプソディ Саса но ха рапусоди, Рапсодия бамбукового листа) - Mystérique Sign (яп. ミステリックサイン Мисутэрикку сайн, Загадочный знак) - Kotou shoukougun (яп. 孤島症候群 Кото: сё:ко:гун, Представление о затерянном острове) | - Пролог - Suzumiya Haruhi no taikutsu - Sasa no ha rapusodi (яп. 笹の葉ラプソディ Саса но ха рапусоди, Рапсодия бамбукового листа) - Mystérique Sign (яп. ミステリックサイン Мисутэрикку сайн, Загадочный знак) - Kotou shoukougun (яп. 孤島症候群 Кото: сё:ко:гун, Представление о затерянном острове) | Suzumiya Haruhi no taikutsu (яп. 涼宮ハルヒの退屈 Судзумия Харухи но тайкуцу, Скука Харухи Судзумии) На обложке изображена Юки Нагато                               |
| Набор коротких рассказов. | | |
| 4 | 31 июля 2004 | ISBN 978-4-0442-9204-1 |
| Пролог, главы 1—6, эпилог | Пролог, главы 1—6, эпилог | Suzumiya Haruhi no shoushitsu (яп. 涼宮ハルヒの消失 Судзумия Харухи но сё:сицу, Исчезновение Харухи Судзумии) На обложке изображена Рёко Асакура                    |
| Однажды Харухи исчезает и всё выглядит так, как будто её никогда и не было. Как поведёт себя Кён перед лицом обычной школьной жизни? | | |
| 5 | 30 сентября 2004 | ISBN 978-4-0442-9205-8 |
| - Пролог к главе 1 - Endless Eight (яп. エンドレスエイト Эндоресу эйто, Бесконечная восьмёрка) - Пролог к главе 2 - Iteza no hi (яп. 射手座の日 Итэза но хи, День стрельца) - Пролог к главе 3 - Yukiyama shoukogun (яп. 雪山症候群 Юкияма сё:ко:гун, Представление о заснеженных горах) | - Пролог к главе 1 - Endless Eight (яп. エンドレスエイト Эндоресу эйто, Бесконечная восьмёрка) - Пролог к главе 2 - Iteza no hi (яп. 射手座の日 Итэза но хи, День стрельца) - Пролог к главе 3 - Yukiyama shoukogun (яп. 雪山症候群 Юкияма сё:ко:гун, Представление о заснеженных горах) | Suzumiya Haruhi no bousou (яп. 涼宮ハルヒの暴走 Судзумия Харухи но бо:со:, Метания Харухи Судзумии) На обложке изображены Цуруя и сестра Кёна                       |
| Набор коротких рассказов, события в которых происходят в разные времена года. | | |
| 6 | 31 марта 2005 | ISBN 978-4-0442-9206-5 |
| - Raibu A Raibu (яп. ライブアライブ райбу а райбу, примерный перевод: Жить жизнь) - Asahina Mikuru no Bouken Episode 00 (яп. 朝比奈ミクルの冒険 Episode 00 Асахина Микуру но бо:кэн Episode 00, Приключения Микуру Асахины. Серия 00) - Hitomebore LOVER (яп. ヒトメボレLOVER Хитомэборэ LOVER, Влюбившийся с первого взгляда) - Neko wa doko ni itta? (яп. 猫はどこに行った？ Нэко ва доко ни итта?, Куда ушёл кот?) - Asahina Mikuru no yuuutsu (яп. 朝比奈みくるの憂鬱 Асахина Микуру но ю:уцу, Меланхолия Микуру Асахины) | - Raibu A Raibu (яп. ライブアライブ райбу а райбу, примерный перевод: Жить жизнь) - Asahina Mikuru no Bouken Episode 00 (яп. 朝比奈ミクルの冒険 Episode 00 Асахина Микуру но бо:кэн Episode 00, Приключения Микуру Асахины. Серия 00) - Hitomebore LOVER (яп. ヒトメボレLOVER Хитомэборэ LOVER, Влюбившийся с первого взгляда) - Neko wa doko ni itta? (яп. 猫はどこに行った？ Нэко ва доко ни итта?, Куда ушёл кот?) - Asahina Mikuru no yuuutsu (яп. 朝比奈みくるの憂鬱 Асахина Микуру но ю:уцу, Меланхолия Микуру Асахины) | Suzumiya Haruhi no douyou (яп. 涼宮ハルヒの動揺 Судзумия Харухи но до:ё:, Беспокойство Харухи Судзумии) На обложке изображена Харухи Судзумия                       |
| Набор коротких рассказов. | | |
| 7 | 31 августа 2005 | ISBN 978-4-0442-9207-2 |
| Пролог, главы 1—7, эпилог | Пролог, главы 1—7, эпилог | Suzumiya Haruhi no inbou (яп. 涼宮ハルヒの陰謀 Судзумия Харухи но имбо:, Происки Харухи Судзумии) На обложке изображена Микуру Асахина                              |
| Кён из будущего, отстоящего на восемь дней вперёд, отправил Микуру Асахину в прошлое. Кён из «текущего периода времени» встречает её и пытается выяснить, зачем же он сам послал её к себе. | | |
| 8 | 1 мая 2006 | ISBN 978-4-0442-9208-9 |
| - Henshuuchou★icchokusen! (яп. 編集長★一直線！ Хенсю:тё:★иттёкусэн!, Главный редактор, прямо по курсу!) - Wandering Shadow (яп. ワンダリング・シャドウ Вандарингу сядоу, Странствующая тень) | - Henshuuchou★icchokusen! (яп. 編集長★一直線！ Хенсю:тё:★иттёкусэн!, Главный редактор, прямо по курсу!) - Wandering Shadow (яп. ワンダリング・シャドウ Вандарингу сядоу, Странствующая тень) | Suzumiya Haruhi no fungai (яп. 涼宮ハルヒの憤慨 Судзумия Харухи но фунгай, Негодование Харухи Судзумии) На обложке изображена Юки Нагато                            |
| Главный редактор, прямо по курсу!: новый Президент школьного совета обратил внимание на отсутствие деятельности Литературного кружка, и Команде SOS нужно за неделю написать школьный журнал. Странствующая тень: В городе появилось место, которого боялись собаки. Когда Команда SOS начинает расследование, никто не замечает ничего необычного, но оказывается, что все гораздо опаснее, чем все думали. | | |
| 9 | 1 апреля 2007 | ISBN 978-4-0442-9209-6 |
| Пролог, главы 1—3 (версии α и β) | Пролог, главы 1—3 (версии α и β) | Suzumiya Haruhi no bunretsu (яп. 涼宮ハルヒの分裂 Судзумия Харухи но бунрэцу, Распад Харухи Судзумии) На обложке изображена Харухи Судзумия                         |
| За день до начала второго года обучения Кён встречается с одной подругой из средней школы. Тогда он ещё не подозревал, что эта встреча изменит судьбу всего мира. | | |
| 10 | 15 июня 2011 | ISBN 978-4-04-429211-9 |
| Главы 4—6 (версии α и β) | Главы 4—6 (версии α и β) | Suzumiya Haruhi no kyogaku (Zen) (яп. 涼宮ハルヒの驚愕 Судзумия Харухи но кё:гаку (дзэн), Ошарашенность Судзумии Харухи (до)) На обложке изображена Харухи Судзумия |
| Продолжает предыдущую в серии книгу. | | |
| 11 | 15 июня 2011 | ISBN 978-4-04-429212-6 |
| Главы 7—9 (версии α и β), заключение, эпилог, рассказ "Rainy Day" | Главы 7—9 (версии α и β), заключение, эпилог, рассказ "Rainy Day" | Suzumiya Haruhi no kyogaku (Go) (яп. 涼宮ハルヒの驚愕 Судзумия Харухи но кё:гаку (го), Ошарашенность Судзумии Харухи (после)) На обложке изображена Сасаки          |
| Продолжение 10 книги, Rainy Day повествует об одном дне из жизни Кёна, тогда ещё ученика выпускного класса средней школы. | | |
| 12 | 25 ноября 2020 | ISBN 978-4-0411-0792-8 |
| Рассказы «Случайные числа», «Овертайм семи тайн» и «Вызов Цуруи-сан» | Рассказы «Случайные числа», «Овертайм семи тайн» и «Вызов Цуруи-сан» | Suzumiya Haruhi no chokkan (яп. 涼宮ハルヒの直観 Судзумия Харухи но тёккан, Интуиция Харухи Судзумии) На обложке изображены Харухи Судзумия и Цуруя                 |
| Том содержит рассказы, действие которых происходит в январе первого и первом триместре второго учебного года Кёна в Северной старшей. | | |
| 13 | 29 ноября 2024 | ISBN 978-4-0411-5439-7 |
| - act.1 fantajii-hen (яп. act．1 ファンタジー篇 акт.1 фантадзии-хен, Акт 1: Фантазия) - act. 2 gyarakushii-hen (яп. act．2 ギャラクシー篇 акт.2 гяракуси:-хен, Акт 2: Галактика) - act. 3 waarudotorippu-hen (яп. act．3 ワールドトリップ篇 акт.3 ва:рудоториппу-хен, Акт 3: Мировое путешествие) - final act esukeepu-hen (яп. final act エスケープ篇 файнал акт эсуке:пу-хен, Последний акт: Побег) | - act.1 fantajii-hen (яп. act．1 ファンタジー篇 акт.1 фантадзии-хен, Акт 1: Фантазия) - act. 2 gyarakushii-hen (яп. act．2 ギャラクシー篇 акт.2 гяракуси:-хен, Акт 2: Галактика) - act. 3 waarudotorippu-hen (яп. act．3 ワールドトリップ篇 акт.3 ва:рудоториппу-хен, Акт 3: Мировое путешествие) - final act esukeepu-hen (яп. final act エスケープ篇 файнал акт эсуке:пу-хен, Последний акт: Побег) | Suzumiya Haruhi no gekijou (яп. 涼宮ハルヒの劇場 Судзумия Харухи но гекидзё:, Театр Харухи Судзумии) На обложке изображены Микуру Асахина и Юки Нагато              |
| Клуб SOS во главе с Харухи Судзумией оказывается втянут в серию фантастических приключений, где реальность и вымысел переплетаются. Переходя из одного необычного мира в другой — от средневековых RPG до космических симуляций и театральных постановок — герои сталкиваются с абсурдными испытаниями, пытаясь найти способ выбраться из этой запутанной игры. | | |

## Рейтинги
Девятый том серии стал лидером продаж первой половины 2007 года среди ранобэ в Интернет-магазине Amazon.co.jp.
Серия книг о Харухи Судзумии неоднократно попадала в издание «Kono Light Novel ga Sugoi!», в котором ежегодно называются самые популярные серии «лайт-новел» года (2005 год — первое место, 2006 год — шестое место, 2007 год — второе место, 2008 год — второе место, 2012 год — восьмое место).
В 2011 году после четырёхлетнего перерыва была издана книга «Ошарашенность Харухи Судзумии», поставив новый рекорд: продажа 341 тыс. книг за одну неделю (до этого рекордом считалась продажа за неделю 167 тыс. книг романа «Признания» Канаэ Минато).